# Pliocercus
Genre
Pliocercus est un genre de serpents de la famille des Colubridae.

## Répartition
Les espèces de ce genre se rencontrent dans le nord de l'Amérique du Sud, en Amérique centrale et au Mexique.

## Liste des espèces
Selon The Reptile Database (20 mars 2012) :
- Pliocercus elapoides Cope, 1860
- Pliocercus euryzonus Cope, 1862
- Pliocercus wilmarai Smith, Perez-higareda & Chiszar, 1996

## Publication originale
- Cope, 1860 : Catalogue of the Colubridae in the Museum of the Academy of Natural Sciences of Philadelphia, with notes and descriptions of new species. Part 2. Proceedings of the Academy of Natural Sciences of Philadelphia, vol. 12, p. 241-266 (texte intégral).